# 마닐라 MRT 3호선
마닐라 메트로 레일 운송 시스템 3 호선 (영어 또는 메트로 스타 익스프레스 (영어 필리핀의 메트로 마닐라에서 운영되는 신속한 운송과 동시에 라이트 레일로서의 측면도 가지고 있다.  Metro Rail Transit Corporation (MRTC)에 의해 건설 된 필리핀 교통부에 의해 운영되고 있다. 에피파니오 델로스 산토스 도로(Epifanio de los Santos Avenue/EDSA)에 따라 남북 새로운 옐로우 라인 (구 블루 라인)라는 MRT-3 선 1 개가 영업 노선이다.  또한 그린 라인 (구 옐로우 라인)라는 LRT-1 선 블루 라인 (구 퍼플 라인)라는 MRT-2 선 2 개는 마닐라 경전철 로, Light Rail Transit Authority (LRTA)에 의해 운영되고 있다.  주로 고가 철도가 있다.
본 기사에서는 MRT-3 선에 대해서도 접한다.

## 요약

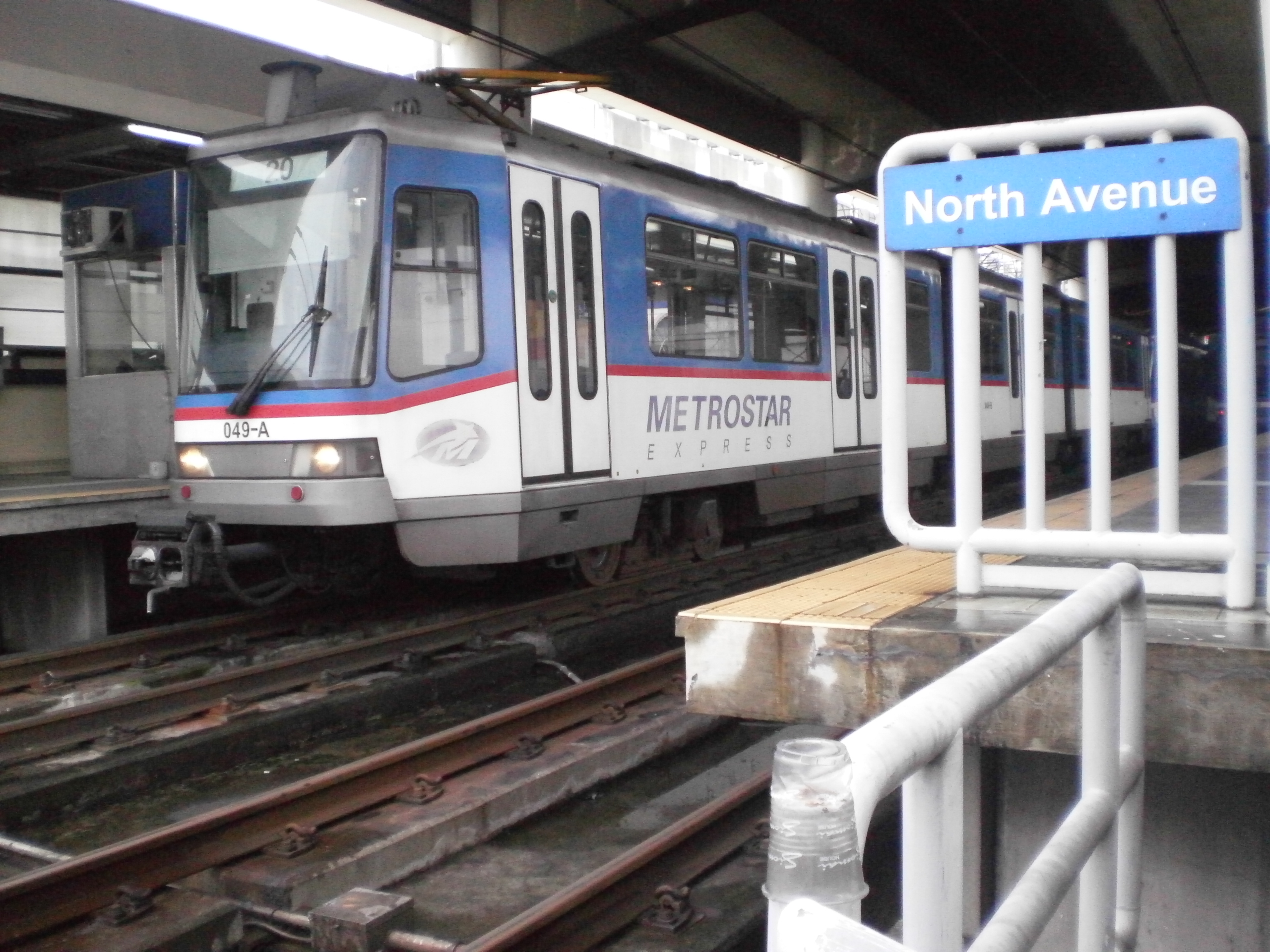
노스 애비뉴 역 에 정차하는 메트로 레일

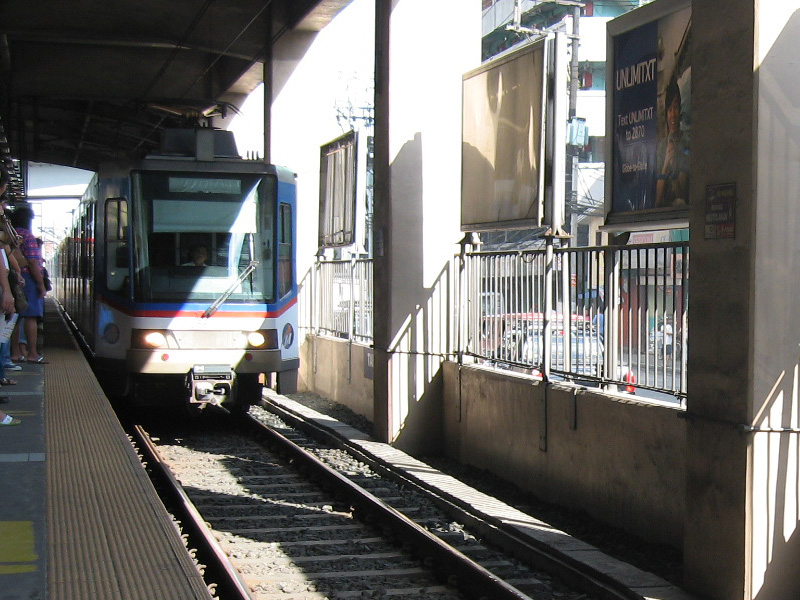
섬식을 가진 태프트 애비뉴 역

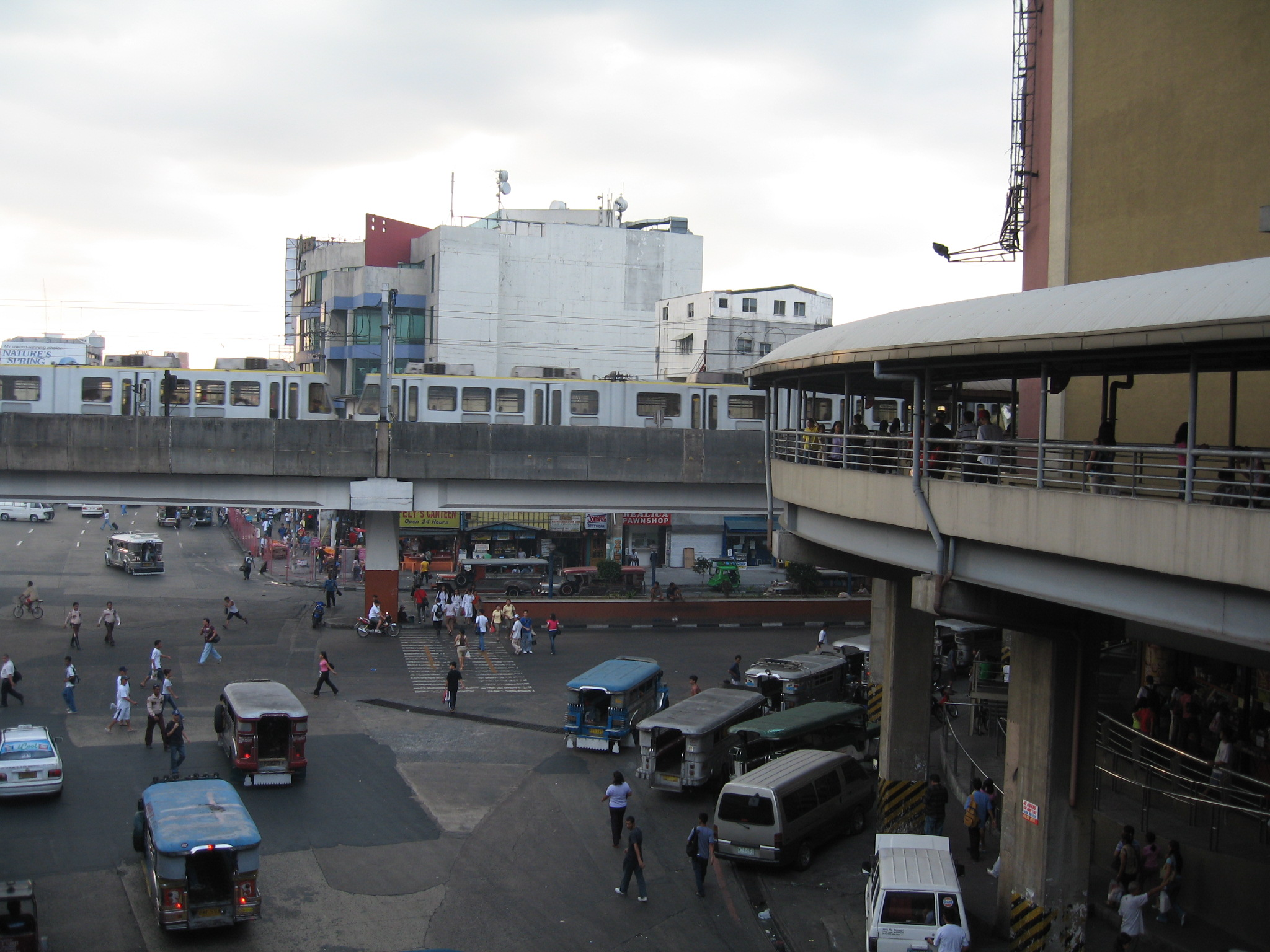
MRT-3 선 태프트 애비뉴 역 및 LRT-1 선 EDSA역 을 연결하는 보도교

마닐라 메트로 레일 운송 시스템 3 호선 또는 MRT-3 선은 마닐라 메트로 레일의 유일한 노선이다.  이전에는 블루 라인이라고도하고 있었지만, 2012년 라인 색상 변경 후 새로운 옐로우 라인이라고한다.
MRT-3 선은 1970년대에 계획 한 후, LRT-1 선에 이어 1999년에 영업을 시작했다. 남쪽의 태프트 애비뉴 역에서 북쪽의 노스 애비뉴 역까지 길이 16.8km, 13개 역을 가지고 있다.
1일 60만 명의 승강 객수가 만성적으로 용량을 초과하고 있으며, 마닐라 경전철의 2 노선과 비교해도 가장 분주한 노선이다.  에피파니오 델로스 산토스 도로(Epifanio de los Santos Avenue/EDSA)의 만성적인 교통 체증의 해소를 목표로 함에도 불구하고 그 효과는 제한적이다.
태프트 애비뉴 역에서 LRT-1 선 EDSA역 과 아라네타 센터 – 쿠바오 역에서 MRT-2 선 쿠바오 역 및 마갈랴네스 역에서 필리핀 국철 선 EDSA역 및 환승이 가능하다.
영업 시간은 평일은 오전 5:30부터 오후 11:00까지 주말 공휴일은 오전 5:30부터 오후 10:00까지  거의 매일 영업하고 있지만 4월 성주간은 정비를 위해 운휴된다 다른 운휴하는 일을 신문이나 역에서 안내하고 있다.

### 노선 데이터
- 영업 주체 :
  - 일본의 두 번째 종 철도 사업자에 해당 : 필리핀 교통부 (DOTC)
  - 일본의 제 3 종 철도 사업자에 해당 : Metro Rail Transit Corporation (MRTC)
- 건설 주체 : Metro Rail Transit Corporation (MRTC)
- 노선 거리 ( 영업 거리 ) : 전체 길이 16.8km
- 궤간 : 1,435mm
- 최고 속도 : 65km / h
- 역 수 : 총 13 역 (기 종점 역 포함)
- 복선 구간 : 전선
- 전화 구간 : 전선 전기
- 지하 구간 : 부엔디아 역 - 아얄라 역 사이

## 차량

### 현유 차량
- 3000 형
- 3100 형

1989년, LRT-1 선 영업 개시 5년 후 MRT-3 선 건설 계획이 공식적으로 시작했다.  홍콩을 거점으로 하는 EDSA LRT Corporation이 낙찰했지만 정부의 잘못된 계약의 수사를 위해 공사는 지연했다.
1995년, Metro Rail Transit Corporation (MRTC) 계획을 이어 필리핀 교통부 사이에서 BOT 방식으로 계약을 체결했다 .  건설 공사는 미쓰비시 중공업, 스미토모 상사 및 현지 기업의 EEI Corporation이 수주 해 1996년 10월 15일에 착공했다.  또한 미쓰비시 · 스미토모 상사는 보수 업무도 수주했다.
1999년 12월 15일에 노스 애비뉴 역 - 부엔디아 역 간 (12.6km)이 선행 개업 한 .  1일 30만 명 - 40만 명의 승강 객수가 예측되었지만, 역사의 계단이 급경사이거나, 기존의 공공 교통 기관과의 연결이 나쁜 것을 이유로, 첫 달 승강 객수는 1 하루 4 만 명 정도가 예상을 크게 밑돌았다 .  또한 최대 34 페소라는 고액 운임 도 악평이었다.  MRTC 대책으로 역에 에스컬레이터 나 엘리베이터를 설치하고 요금 인하를 실시했다.
2000년 7월 20일에 부엔디아 역 - 태프트 애비뉴 역 간 (4.2km)가 연신 개업했다.
2004년에는 1일 40만 명의 승강 객수를 달성 마닐라 경전철을 포함한 3개 노선 중 가장 승강 객수가 많은 노선이 되었다.
2012년 10월 일본 기업의 유지 보수 업무 계약을 종료 필리핀 기업으로 변경되었다.  계약은 한 달에 한 번씩 단기 계약이 보수의 레일을 3개 밖에 보유하지 않는 등 극단적인 관리 상태가 되었다 .
2016년 1월부터 부산교통공사 등 5 개사에 의한 한국 계 기업 협회 부산 · 범용 레일 (BURI)가 보수를 점령했지만, 2016년 한 해 동안 만 586회 고장이 일어나는 등 설비의 열악화로 지금도 운전 속도를 20km/h로 제한 서행 운전을 면치 못하고 있다. 당연히 러시아워 승객을 위해 운영 측면에서 대체 버스를 운행하고 있다 .  2017년 11월 6일 필리핀 교통 통신부는 업무의 결함이나 계약 불이행 등을 이유로 BURI와 계약 중단을 발표 .  또한 연초에는 BURI 참여 기업을 필리핀 공공 사업에서 내쫓는 것을 발표했다 .
2019년 1월 7일에는 다시 스미토모 상사 · 미쓰비시 중공업이 유지 보수 업무를 수주했다 .  여기에는 노후화에 따라 가동률이 저하 된 차량 · 시설의 대규모 개수도 포함되어 있으며, 2019년 1월에 착공, 2022년 7월 완공을 예정하고 있다.  계약 금액 355 억 엔은 국제 협력기구의 엔 차관이 충당된다.

## 운임 체계
LRT-1 선 및 MRT-2 선과 같은 거리제를 채택하고 있으며, 10 페소 - 15 페소이다.  이것은 2000년 7월 15일에 에스트라다 대통령에 의해 정해진 운임이며, 지프니 보다 약간 높도록 설정되어있다 .  당초는 2001년 1월까지의 기간 한정 조치였지만, 운임 인상에 대한 뿌리 깊은 반발에 대한 현재까지 계속되고 있다.  따라서 정부는 MRTC 대해 1 인당 약 45 페소의 보조금을 지급한다.
| 역 수     | 운임    |
| --------- | ------- |
| 1 - 3 역  | 10 페소 |
| 4 - 5 역  | 11 페소 |
| 6 - 8 역  | 12 페소 |
| 9 - 11 역 | 14 페소 |
| 12 역     | 15 페소 |

신장이 102cm 미만의 어린이는 무료 로 승차 할 수 있다.

### 승차권
2015년 7월 20일부터 비접촉식 IC 카드 en : Beep (smart card)가 도입되고 있다.
- 편도 승차권 (Single Journey Ticket)

구매 당일 만 사용 가능.
- 충전식 (Stored Value Ticket)

20 페소에서 카드 자체를 구입하고 최소 10 페소에서 최대 10,000 페소까지 충전 가능.  LRT-1 선 및 MRT-2 선 및 MRT-3 선에서 공통으로 사용할 수 있으며, 마닐라 수도권의 일부 버스 노선, 고속도로 요금소 외에 패밀리 마트, 서클 K 등으로도 사용할 수 있는 전자 화폐 기능을 탑재하고 있다.

## 역 목록
| 역명                                             | 역간 킬로미터 | 누계 킬로미터 | 연결 노선 비고                          | 지상 / 지하 | 위치     |
| ------------------------------------------------ | ------------- | ------------- | --------------------------------------- | ----------- | -------- |
| 노스 애비뉴 역 (North Avenue)                    | -             | 0.0           | ■ LRT-1 선, ■ MRT-7 선 : 노스 애비뉴 역 | 고가 구간   | 케손     |
| 케손 애비뉴 역 (Quezon Avenue)                   | 1.2           | 1.2           |                                         | 고가 구간   | 케손     |
| GMA – 카무닝 역 (GMA–Kamuning)                   | 1.0           | 2.2           |                                         | 고가 구간   | 케손     |
| 아라네타 센터 – 쿠바오 역 (Araneta Center–Cubao) | 1.9           | 4.1           | ■ MRT-2 선 : 쿠바오 역                  | 고가 구간   | 케손     |
| 산톨란 – 아나폴리스 역 (Santolan–Annapolis)      | 1.5           | 5.6           |                                         | 고가 구간   | 케손     |
| 오르티가스 역 (Ortigas)                          | 2.3           | 7.9           |                                         | 고가 구간   | 만달루용 |
| 쇼 불르바드 역 (Shaw Boulevard)                  | 0.8           | 8.7           |                                         | 고가 구간   | 만달루용 |
| 보니 역 (Boni)                                   | 1.0           | 9.7           |                                         | 지상 구간   | 만달루용 |
| 과달루페 역 (Guadalupe)                          | 0.8           | 10.5          |                                         | 고가 구간   | 마카티   |
| 부엔디아 역 (Buendia)                            | 2.0           | 12.5          |                                         | 지하 구간   | 마카티   |
| 아얄라 역 (Ayala)                                | 0.95          | 13.45         |                                         | 지하 구간   | 마카티   |
| 마갈랴네스 역 (Magallanes)                       | 1.2           | 14.65         | 필리핀 국철 : EDSA역                    | 고가 구간   | 마카티   |
| 태프트 애비뉴 역 (Taft Avenue)                   | 2.05          | 16.7          | ■ LRT-1 선 : EDSA역                     | 지상 구간   | 파사이   |

## 계획
승강 객수 증가에 부응하기 위해 필리핀 교통부는 하루 52 만명의 승강 객수에 대응할 수 있도록 차량의 추가를 검토하고있다.

### 개찰 방식
2014년 1월 31일 필리핀 교통부는 비접촉식 IC 카드의 도입을 발표하고있다 .  이는 LRT-1 선 및 MRT-2 선과 공통으로 사용할 수 있는 것이다.

### 연신
또한 EDSA에 따라 MRT-3 선의 노스 애비뉴 역 - 모누멘토 역 사이의 연장도 계획되어 있었지만,이 구간은 LRT-1 선이 연신하는 형태로 완성하고 있다.